# Karin Hanczewski
Karin Hanczewski, (prononcé : /ˈkaʁin hanˈtʃɛfski/) née le 22 décembre 1981 à Berlin, est une actrice allemande.

## Biographie

### Jeunesse et formation
Née à Berlin, Elle est la fille d'une famille d'origine polonaise.
Elle suivi une formation à l'Institut Européen du Théâtre de Berlin (de) pendant quatre ans.

## Vie personnelle
Le 5 février 2021 elle fait son coming out en tant que lesbienne. En ce moment, elle habite à Berlin-Kreuzberg.
Elle aux côtés de 184 autres acteurs lesbiens, gays, bisexuels, queer, non-binarité et transgenres dans le cadre de l'initiative #ActOut dans le SZ-Magazin. 

## Filmographie

### Télévision
- 2013 : Berlin section criminelle
- 2013 : Alerte Cobra
- 2014 : Un cas pour deux
- 2023 : Der Kroatien Krimi
- 2023 : Parlement